# 杨洞潜
杨洞潜（9世纪—935年），字昭玄，五代十国时期政权南汉官员，官居宰相。

## 家世
杨洞潜生年不详。他祖上是唐朝官员，高祖杨回任遂宁太守，故为唐玄宗年间人，只有唐玄宗年间及唐肃宗初年唐朝州改为郡、刺史改为太守（从天宝元年（742年）到至德二年（757年））。杨洞潜曾祖杨勉从那里到南岭以南的始兴安家。杨洞潜祖父杨垂和父亲杨轸没有为官的记载，但都诚实有德。
杨洞潜幼年好学，开明有政略。后来，他成为当时还在唐朝管下的邕管的巡官。任期满后，他客居广州。

## 南汉建立前效力刘隐和刘岩
后来，杨洞潜留事军阀清海节度使刘隐。刘隐尊杨洞潜为师，表荐为大理评事、清海和建武（由邕管转变而来）节度判官。刘隐计划从邻镇楚王马殷手中夺取宁远一事，杨洞潜是谋主，刘隐死后，此事于乾化元年（911年）十二月得以实施。当时唐朝已亡，刘隐和马殷名义上都是后梁的封臣。
当年三月，刘隐已卒，弟刘岩继立。杨洞潜继续效力刘岩，建议刘岩不要任武将为刺史，而倡议广选中原流亡来的博学之士置于幕府以考核，再任为刺史，这样他们能管好州治，造福百姓。刘岩同意了。
十二月，控制虔州的军阀百胜军节度使卢延昌被指挥使黎球所杀，黎球随后也死了，由牙将李彦图继任。在杨洞潜建议下，刘岩攻李彦图控制下的韶州。刘岩军打败韶州驻军，韶州刺史廖爽奔楚，使得刘岩接管韶州。杨洞潜随后也提供了战略建议，帮助刘岩击退马殷复夺宁远的尝试，保有了清海镇前身岭南镇治下的五管之地。他因功被刘岩表为节度副使、御史中丞。
二年（912年）四月后梁太祖派使者右散骑常侍韦戬试图调停刘、马两位封臣的争斗后，杨洞潜建议和马殷联姻以搁置争议。刘岩同意了，并于三年（913年）十月求娶马殷的女儿。马殷同意了。这桩婚事最终于贞明元年（915年）八月实现。

## 刘龑年间
贞明三年（917年）八月，刘岩自称大越（后改汉，史称南汉）皇帝，即高祖皇帝。他打算以杨洞潜为兵部尚书同中书门下平章事，拜为宰相，但因另一宰相候选赵光裔是前后梁使节，其兄赵光逢又是后梁宰相，杨洞潜自认为不能居其上，自请隶属于赵。刘岩同意了，在将赵光裔、杨洞潜和另一后梁使节节度判官李殷衡一并拜相时，赵光裔受任兵部尚书，杨洞潜则受任为兵部侍郎，为刘岩陈说吉凶礼法。
乾亨四年（920年）三月，杨洞潜建议开设学校以普及礼仪及重开科举，刘岩也同意了。
但是，杨洞潜给刘岩的一些建议却徒劳了。如乾亨（917年—925年）中后期，刘岩曾调军屯潮州，准备伺机攻打东北邻国闽国，宗正卿兼工部侍郎刘濬认为不可，与杨洞潜商议，杨洞潜意图劝阻刘岩，未果，八年（924年），刘岩领军在闽国的汀州和漳州之间屯扎，被闽军所攻败走，才很后悔没有听从杨洞潜和刘濬；刘岩造水牢折磨犯人，杨洞潜劝阻，但无效。大有七年（934年）十二月，已改名刘龑的刘岩让长子秦王刘弘度判六军，招募一千士兵为宿卫，但刘弘度选了很多没有操行的流氓，并和他们亲近。杨洞潜认为这不可取，去对刘龑说：“秦王是帝国的基础和储君。他应该被鼓励和正直之士亲近。让他掌军已经过了，如何还能让他亲近流氓呢？”但刘龑却答：“这只是让我儿子教他们打仗。抱歉让公过虑了。”他并未尝试阻止刘弘度所为。杨洞潜退出宫殿，就看到刘弘度的卫士抢劫商人的金帛，商人也不敢报告。杨洞潜哀叹：“如果管理混乱如此，宰相何用？”因而称病回邸。刘龑根本没再尝试召他。八年（935年），他在家中去世。

## 轶事
杨洞潜一次在官署值班，有个叫梁愚堂的被授洊水令，来谢杨洞潜。杨洞潜对同僚说看梁愚堂的样子，将有风雷之厄。同僚不信。梁愚堂到县里后，不久即被飓风吹坏的房屋压死。同僚们才信服杨洞潜所言。

## 评价
- 《十国春秋》论曰：五季时，中原扰攘，独岭海承平小安，民不受兵，光裔、洞潜之功居多。